# Philip José Farmer

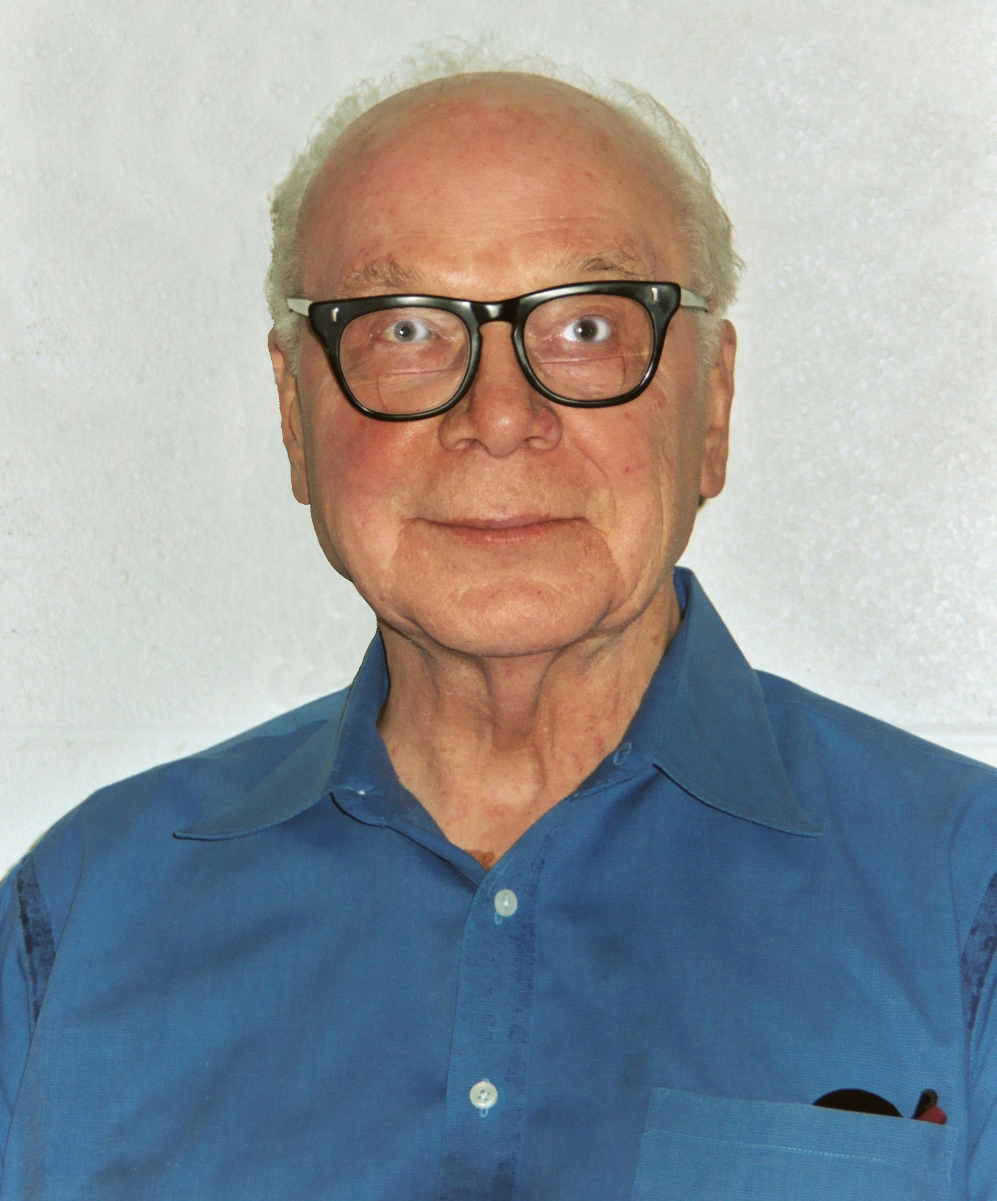
Philip José Farmer (2002)

Philip José Farmer (* 26. Januar 1918 in North Terre Haute, Indiana; † 25. Februar 2009 in Peoria, Illinois) war ein US-amerikanischer Schriftsteller. Er war vor allem für seine über 70 Science-Fiction- und Fantasyromane und über 100 Kurzgeschichten bekannt.

## Leben
Philip Farmer wuchs in Peoria (Illinois) als ältestes von fünf Kindern auf. Sein zweiter Vorname Josie, der im chauvinistischen Milieu der 30er Jahre zu José wurde, stammte von seiner Großmutter Josephine, die in einem Feuer umkam. Den Besuch des Colleges musste er Mitte der 1930er Jahre abbrechen, weil der kleine Betrieb seines Vaters pleiteging. Statt wie geplant zu studieren und Zeitungsreporter zu werden, machte er jeden Job, den ein Ungelernter kriegen konnte: Erdarbeiter, Hilfselektriker, Stahlarbeiter und Kinokartenabreißer. Neben all diesen Tätigkeiten begann er 1949 dann doch zu studieren und erlitt wegen der Doppelbelastung prompt einen Zusammenbruch. Dennoch schaffte er an der Bradley University 1950 seinen Bachelor of Arts in Englisch und arbeitete danach als technischer Journalist für wechselnde Unternehmen.
Seine erste Erzählung O’Brien and Obrenov erschien 1946 und war weder Science-Fiction noch besonders vielversprechend. Doch 1952 wurde Farmer mit der Erzählung The Lovers (dt. „Die Liebenden“) schlagartig bekannt, als sie in dem kleinen Magazin Startling Stories erschien. Die Geschichte, die von den führenden Science-Fiction-Magazinen (John W. Campbells Astounding und Horace L. Golds Galaxy) wegen Obszönität abgelehnt worden war, handelt von der sexuellen Beziehung eines Mannes von der Erde zu einem außerirdischen Wesen. Zum ersten Mal wurde das Thema Sex in eine Science-Fiction-Geschichte eingebunden und verursachte im prüden Amerika der 1950er-Jahre einen handfesten Skandal, zumal es sich darüber hinaus auch noch um Sex zwischen verschiedenen Rassen handelte. Ein Jahr später wurde Farmer als bester Nachwuchsautor mit dem Hugo Award geehrt. Eine Romanfassung der Erzählung erschien 1961.
In der Folge schrieb Farmer weitere Erzählungen, die seinen Ruf als Tabubrecher kräftigten, wie Mother („Mutter“), Open to Me, My Sister („Der Bruder meiner Schwester“) oder The Alley Man („Der Müllkutscher“), die sexuelle Themen wie beispielsweise Inzest behandelten. Auch Farmers Science-Fiction-Porno-Satiren trugen zu diesem Ruf bei, wie The Image of the Beast (1968) und Blown (1969), in denen es um Gruppensex und Affären zwischen ausgedachten und realen Charakteren geht. Der Roman Fire in the Night (1962), der keine Science-Fiction ist, schildert die Liebesgeschichte eines weißen Mannes und einer schwarzen Frau, damals ein weiterer Tabubruch.
Farmer hatte vor allem mit seinen Abenteuerromanen, die auf exotischen Welten spielen, Erfolg. Hier ist insbesondere seine Romanreihe zu erwähnen, die in der Flusswelt spielt, einer künstlich erschaffenen Welt, in der alle Menschen, die seit der Steinzeit auf der Erde gelebt haben, gleichzeitig wiederauferstanden sind. Mit dem ersten Roman der Reihe To Your Scattered Bodies Go („Die Flusswelt der Zeit“) gewann er 1972 erneut den Hugo Award.
Verschiedene von Farmers Arbeiten beziehen existierende Charaktere aus Literatur und Geschichte mit ein. So füllt The Other Log of Phileas Fogg („Das echte Log des Phileas Fogg“) die Zeitabschnitte, die in Jules Vernes In achtzig Tagen um die Welt nicht beschrieben wurden. The Wind Whales of Ishmael („Ismaels fliegende Wale“) ist eine Fantasy-Fortsetzung von Moby-Dick. A Barnstormer in Oz („Ein Himmelsstürmer in Oz“) ist die Science-Fiction-Fortsetzung von L. Frank Baums Oz-Büchern. In The Adventure of the Peerless Peer (1974) lässt Farmer Tarzan und Sherlock Holmes aufeinandertreffen, sich selbst hinter dem Pseudonym John H. Watson verbergend, als wäre er Dr. Watson, Holmes’ ewiger Sidekick. Farmers Spiel mit den Pseudonymen ging so weit, den Roman Venus on a Half-Shell (1975) unter dem Namen Kilgore Trout zu veröffentlichen, ein chronisch erfolgloser Science-Fiction-Autor, den sich Kurt Vonnegut ausgedacht hatte. Zudem tauchen in seinen Romanen wichtige Personen mit seinen Initialen „P.J.F.“ auf, zum Beispiel Peter Jarius Frigate im Riverworld-Zyklus oder Paul Janus Finnegan in The World of Tiers.
Im Jahre 1999 erschien mit The Dark Heart of Time: A Tarzan Novel (Das dunkle Herz der Zeit) der erste offizielle Tarzan-Roman von Farmer. Am 22. März 2003 sendete der Fernsehsender SciFi-Channel eine Fernsehfassung des ersten Romans des Flusswelt-Zyklus unter dem Titel Riverworld mit einem stark veränderten Handlungsablauf. Die Sendung war als Pilotfolge für eine Fernsehserie gedacht, die aber nicht realisiert wurde.
Farmer schrieb auch einen Drehbuchentwurf für einen Nachfolgefilm von George Pals Film „Doc Savage – Der Mann aus Bronze“ (Doc Savage: The Man of Bronze. 1975) unter dem Titel Doc Savage and the Cult of the Blue God, der nach der enttäuschenden Resonanz des Films jedoch nicht verwirklicht wurde. Der Entwurf wurde 2006 in der Sammlung Pearls from Peoria veröffentlicht.
Zuletzt wohnhaft in Peoria, starb Philip José Farmer am 25. Februar 2009 im Schlaf. Er hinterließ seine Ehefrau Bette, die einige Monate nach ihm am 10. Juni 2009 starb, und zwei Kinder sowie Enkel und Urenkel.

## Auszeichnungen
- 1953 Hugo Award als bester Nachwuchsautor (indirekt für The Lovers)
- 1968 Hugo Award für die Erzählung Riders of the Purple Wage
- 1972 Hugo Award für den Roman To Your Scattered Bodies Go
- 2001 Nebula Award in der Kategorie „Grand Master Award“
- 2001 World Fantasy Award für sein Lebenswerk
- 2003 First Fandom Award
- 2003 Forry Award für sein Lebenswerk

## Werke

### Serien und Zyklen
Flusswelt-Zyklus (Riverworld)
- To Your Scattered Bodies Go (1971 – deutsch: 1979 Die Flußwelt der Zeit)
- The Fabulous Riverboat (1971 – deutsch: 1979 Auf dem Zeitstrom)
- The Dark Design (1977 – deutsch: 1980 Das dunkle Muster)
- The Magic Labyrinth (1980 – deutsch: 1981 Das magische Labyrinth)
- Gods of Riverworld (1983 – deutsch: 1991 Die Götter der Flußwelt)

Alle fünf Bände wurden 2008 im Piper Verlag vollständig überarbeitet und neu aufgelegt.
Der erste Band enthält zusätzlich die Novelle Riverworld (dt. Auf dem Fluss), der fünfte Band die Novelle Up the Bright River (dt. Den glänzenden Fluss hinauf).
Weiterhin erschienen, allerdings nicht im deutschsprachigen Raum:
- Riverworld and Other Stories (1979, Anthologie mit verschiedenen Kurzgeschichten des Autors, zu deutschen Veröffentlichungen einzelner Teile daraus s. den Hauptartikel Flusswelt; die Geschichte Riverworld ist die einzige Flusswelt-Geschichte)
- River of Eternity (1983, überarbeitete Version der Ur-Fassung des ersten Romans von 1952)
- Tales of Riverworld (1992, erste Anthologie mit Flusswelt-Geschichten verschiedener Autoren; nur Crossing the Dark River und A Hole In Hell stammen von Farmer)
- Quest to Riverworld (1993, zweite Anthologie; nur die Geschichten Up the Bright River und Coda stammen von Farmer)

Welt der tausend Ebenen (World of Tiers)
- The Maker of Universes (1965 – deutsch: Meister der Dimensionen und Kampf der Weltenmacher)
- The Gates of Creation (1966 – deutsch: Welten wie Sand und Tor der Schöpfung)
- A Private Cosmos (1968 – deutsch: Lord der Sterne)
- Behind the Walls of Terra (1970 – deutsch: 1980, Hinter der irdischen Bühne)
- The Lavalite World (1977 – deutsch: Planet der schmelzenden Berge)
- Red Orc’s Rage (1991 – deutsch: Der Zorn des Roten Lords)
- More Than Fire (1993)
- Die Welt der tausend Ebenen (1983, Sammelband, Knaur Nr. 5766, ISBN 3-426-05766-2)

Exorzismus-Trilogie
- The Image of the Beast (1968 – deutsch: Die Verkörperung des Bösen)
- Blown (1969 – deutsch: Außer Atem)
- Traitor to the Living (1973 – deutsch: Brücke ins Jenseits. 1976, ISBN 3-404-00308-X)

Doc Caliban and Lord Grandrith
- A Feast Unknown (1969)
- Lord of the Trees (1970)
- The Mad Goblin / Keepers of the Secrets (1970)

Opar-Zyklus
- Hadon of Ancient Opar (1974 – deutsch: Die Krone von Opar. 1980, ISBN 3-404-20017-9)
- Flight to Opar. (1976 – deutsch: Flucht nach Opar. 1980, ISBN 3-404-20025-X)

Dayworld-Zyklus
- Dayworld (1985 – deutsch: Dayworld. 1987, ISBN 3-426-01547-1)
- Dayworld Rebel (1987)
- Dayworld Breakup (1990)

Tarzan 2
- Tarzan Alive: A Definitive Biography of Lord Greystoke (1972)
- The Dark Heart of Time (1999 – deutsch: Das dunkle Herz der Zeit, 2000, ISBN 3-453-17226-4)

Doc Savage
- Doc Savage: His apocalyptic life (1973)
- Escape from Loki (1991, als Kenneth Robeson)

### Einzelromane
- The Lovers (1952 – deutsch: Die Liebenden. 1978, ISBN 3-442-25044-7)
- The Green Odyssey (1957 – deutsch: Die Irrfahrten des Mr. Green. 1968, ISBN 3-453-05375-3)
- A Woman a Day (1960 – deutsch: Als die Zeit stillstand. 1973 und Eine Frau pro Tag, ISBN 3-453-30081-5)
- Flesh (1960 – deutsch: Der Sonnenheld und Fleisch. 1971 / 1989; eine gekürzte und veränderte Vorlage dieses Romanes erschien schon 1960 in der Zeitschrift Galaxy, ISBN 3-89996-437-3)
- Cache from Outer Space (1962 – deutsch: Vom Himmel fielen Teufel. 1964)
- Fire and the night (1962)
- Inside Outside (1964 – deutsch: Die synthetische Seele. 1973)
- Tongues of the Moon (1964 – deutsch: Der Mondkrieg. 1972)
- Dare (1965 – deutsch: Die Welt der Wiyr, 1982. ISBN 3-426-05744-1)
- The Gate of Time (1966 – deutsch: Das Tor der Zeit. 1969, ISBN 3-453-31152-3)
- Keepers of the secret (1970)
- Love song (1970)
- The Stone God Awakens (1970 – deutsch: Der Steingott erwacht. 1974, ISBN 3-453-30253-2)
- Lord Tyger (1970 – deutsch: Lord Tyger. 1975, ISBN 3-453-30343-1)
- The Wind Whales of Ishmael (1971 – deutsch: Ismaels Fliegende Wale. 1980, ISBN 3-8118-3508-4)
- Time’s Last Gift (1972 – deutsch: Vermächtnis der Zeit. 1983, ISBN 3-426-05764-6)
- The Other Log of Phileas Fogg (1973 – deutsch: Das echte Log des Phileas Fogg. 1976, ISBN 3-453-31016-0)
- The Adventures of the Peerless Peer (1974, als John H. Watson)
- Venus on the Half-Shell (1974, als Kilgore Trout – deutsch: Die Geburt der Venus. ISBN 3-426-05784-0)
- Ironcastle (1976, J. H. Rosny – deutsch: Das phantastische Land. 1988, ISBN 3-548-31168-7)
- Jesus on Mars (1979 – deutsch: Der Erlöser vom Mars. 1984, ISBN 3-426-05777-8)
- Dark is the Sun (1979 – deutsch: Dunkel ist die Sonne. 1980, ISBN 3-8118-3502-5)
- The Cache (1981)
- The Unreasoning Mask (1981 – deutsch: Die toten Welten des Bolg. 1985, ISBN 3-426-05833-2)
- A Bannstormer in Oz (1982 – deutsch: Ein Himmelstürmer in Oz. 1985, ISBN 3-426-05800-6)
- Stations of the Nightmare (1982)
- Greatheart Silver (1982)
- Nothing Burns in Hell (1988)
- The Caterpillar’s Question (1992, mit Piers Anthony – deutsch: Die Seelen Träumerin. 1994)
- Naked came the farmer (1998)
- The Dungeon 2 (2003, mit Robin Wayne Bailey und Charles de Lint)
- The City Beyond Play (2007, mit Danny Adams)
- The Evil in Pemberley House (2009, mit Win Scott Eckert)

### Kurzgeschichtensammlungen
- Strange Relations (1960 – deutsch: Bizarre Beziehungen. 1983, Knaur 5771):
  - Mother (1953 – deutsch: Mutter)
  - Daughter (1954 – deutsch: Tochter)
  - Son (1954 – deutsch: Sohn)
  - My Sister’s Brother (frühere Titel: The Strange Birth und Open to Me, My Sister. 1954 – deutsch: Der Bruder meiner Schwester)
  - The Alley Man (1959 – deutsch: Der Müllkutscher)
- Down in the Black Gang (1971 – deutsch teilweise in: Prometheus. 1977, Goldmann 242):
  - Down in the Black Gang (1969 – deutsch: Programmierte Ausweglosigkeit)
  - The Shadow of Space (1967 – deutsch: Außerhalb von Raum und Zeit )
  - A Bowl Bigger than Earth (1967 – deutsch: Eine Schüssel, größer als die Erde)
  - Riverworld (1979, überarbeitete Fassung)
  - A Few Miles (1960)
  - Prometheus (1961 – deutsch: Prometheus)
  - The Blasphemers (1964 – deutsch: Die Gotteslästerer)
  - How Deep the Grooves (1963)
- The Classic Philip José Farmer 1952–1964 (1984 – deutsch: Jenseits von Raum und Zeit. 1987, Heyne 4387):
  - Sail On! Sail On! (1952 – deutsch: Weitersegeln! Weitersegeln!)
  - Mother (1953 – deutsch: Mutter)
  - The God Business (1954 – deutsch: Das Gewerbe der Götter)
  - The Alley Man (1959 – deutsch: Der Müllkutscher)
  - My Sister’s Brother (frühere Titel: The Strange Birth und Open to Me, My Sister. 1954 – deutsch: Der Bruder meiner Schwester)
  - The King of Beasts (1964 – deutsch: Das größte aller Monster)
- The Classic Philip José Farmer 1964–1973 (1984 – deutsch: Jenseits von Raum und Zeit. 1987, Heyne 4387):
  - The Shadow of Space (1967 – deutsch: Jenseits von Raum und Zeit)
  - Riders of the Purple Wage (1967 – deutsch: Die Reiter der purpurnen Sozialhilfe oder Das große Ding )
  - Don’t Wash the Carats (1968 – deutsch: Diamanten spült man nicht)
  - The Jungle Rot Kid on the Nod (1968 – deutsch: Dschungel-Stuß-Kid im Tran)
  - The Oogenesis of Bird City (1970 – deutsch: Die Ovogenese von Bird City)
  - The Sliced-Crosswise Only-on-Tuesday World (1971 – deutsch: Die kreuzweise herausgeschnippelte Ausschließlich-am-Dienstag-Welt)
  - Sketches Among the Ruins of My Mind (1973 – deutsch: Skizzen in den Ruinen meines Verstandes)
  - After King Kong Fell (1973 – deutsch: Nach King Kongs Sturz)
- Father to the Stars (1981 – deutsch: Pater der Sterne. 1983, Knaur 5767):
  - The Night of Light (1957 – deutsch: Die Nacht des Lichts)
  - A Few Miles (1960 – deutsch: Nur ein Paar Meilen)
  - Prometheus (1961 – deutsch: Prometheus)
  - Father (1955 – deutsch: Vater)
  - Attitudes (1953 – deutsch: Die richtige Haltung)
- The Grand Adventure (1984 – deutsch: Weltraum Aventüren. 1986, Bastei-Luebbe 24088):
  - An Overview of the Fair (1984 – Eindrücke von der Weltausstellung)
  - Introduction: The Peoria-Coloured Writer (1984 – Einführung: Schreiben in Peoria)
  - The Shadow of Space (1967 – deutsch: Der Schatten des Weltraums)
  - A Bowl Bigger than Earth (1967 – deutsch: Eine Schale größer als die Erde)
  - Sketches Among the Ruins of My Mind (1974 – deutsch: Skizzen in den Ruinen meines Verstandes)
  - The Sliced-Crosswise Only-on-Tuesday World (1971 – deutsch: Der Dienstagsmensch)
  - After King Kong Fell (1973 – deutsch: Nach King Kongs Sturz)
  - Totem and Taboo (1954 – deutsch: Totem und Tabu)
  - The Adventure of the Three Madmen [a rewritten and revised version of the short novel The Adventure of The Peerless Peer] (1984 – deutsch: Die tollkühnen Männer in ihrem lenkbaren Luftschiff)

Deutsche Kurzgeschichtensammlungen:
- Der Dienstagsmensch. Herausgegeben, kommentiert und mit einem Nachwort von René Oth. Luchterhand, Darmstadt und Neuwied 1984, ISBN 3-472-61516-8:
  - Totem and Taboo (1954 – deutsch: Totem und Tabu)
  - The Shadow of Space (1967 – deutsch: Der Schatten des Weltraums)
  - The Sliced-Crosswise Only-On-Tuesday World (1971 – deutsch: Der Dienstagsmensch)
  - The Voice of the Sonar in My Vermiform Appendix (1971 – deutsch: Die Stimme im Appendix)
  - Sketches among the Ruins of My Mind (1973 – deutsch: Skizzen in den Ruinen meines Verstandes)
  - After King Kong Fell (1973 – deutsch: Nach King Kongs Sturz)
- Schockvisionen. 1984 Knaur 5779:
  - Rastignac the Devil (1965 – deutsch: Rastignac der Teufel)
  - The Jungle Rot Kid on the Nod (1968 – deutsch: Djungel-Stuß-Kid im Tran)
  - Son (1954 – deutsch: Sohn)
  - Brass and Gold (1971 – deutsch: Blech und Gold)
  - Father’s in the Basement (1972 – deutsch: Vater ist im Keller)
  - The Henry Miller Dawn Patrol (1977 – deutsch: Henry Miller auf Patrouillenflug)
  - Riverworld (1979 – deutsch: Flußwelt)

### Herausgeber
Dungeon-Zyklus
Farmer organisierte diese Buchreihe, deren einzelne Bände von 4 anderen Autoren verfasst wurden. Er steuerte zu jedem Band ein Vorwort bei. Die deutschen Ausgaben kamen im Heyne Verlag, München, heraus, und wurden von Alfons Winkelmann übersetzt.
- Book 1: The Black Tower (1988 – deutsch: Der schwarze Turm, ISBN 3-453-04502-5) verfasst von Richard A. Lupoff
- Book 2: The Dark Abyss (1989 – deutsch: Der dunkle Abgrund, ISBN 3-453-04503-3) verfasst von Bruce Coville
- Book 3: The Valley of Thunder (1990 – deutsch: Das Tal des Donners, ISBN 3-453-04504-1) verfasst von Charles de Lint
- Book 4: The Lake of Fire (1991 – deutsch: Der See aus Feuer, ISBN 3-453-04506-8) verfasst von Robin W. Bailey
- Book 5: The Hidden City (1991 – deutsch: Die verborgene Stadt, ISBN 3-453-04507-6) verfasst von Charles de Lint
- Book 6: The Final Battle (1991 – deutsch: Das letzte Gefecht, ISBN 3-453-04509-2) verfasst von Richard A. Lupoff